# کارلا پرز (بازیگر)
کارلا آپارسیدا پرز سوارس دا سیلوا (متولد ۱۶ نوامبر ۱۹۷۷) خواننده، رقصنده، مجری تلویزیون و بازیگر سابق برزیلی است. او در اواسط دهه ۱۹۹۰ پس از اجرا به عنوان رقصنده بلوند با گروه É o Tchan به شهرت رسید.
پرز یک مسیحی انجیلی است.

## زندگی شخصی
پرز در اواخر دهه ۱۹۹۰ رابطه کوتاهی با الکساندر پیرس، خواننده گروه فقط برای مخالفت داشت.
او در سال ۲۰۰۰ با مانوئل الکساندر اولیویرا داسیلوا (که بیشتر با نام زانددی شناخته می‌شود) آشنا شد و سال بعد با هم ازدواج کردند. این زوج دو فرزند دارند: کاملی ویکتوریا (متولد 2001) و ویکتور الکساندر (متولد 2003). از اوایل سال ۲۰۱۶ تا اواخر سال ۲۰۱۷ آنها در اورلاندو، فلوریدا زندگی می‌کردند.

## فیلم‌شناسی

### تلویزیون
| سال       | عنوان                 | نقش(ها)       |
| --------- | --------------------- | ------------- |
| ۱۹۹۸–۱۹۹۹ | فانتزی                | خودش (میزبان) |
| ۱۹۹۹–۲۰۰۱ | بخوان و برقص، مردم من | خودش (میزبان) |
| ۲۰۰۳–۲۰۰۸ | باند فولیا            | خودش (میزبان) |
| ۲۰۱۲–۲۰۱۷ | کلوب دا آلگریا        | خودش (میزبان) |

### فیلم
| سال  | عنوان          | نقش      | یادداشت |
| ---- | -------------- | -------- | ------- |
| ۱۹۹۸ | سیندرلا بایانا | خودش     |         |
| ۱۹۹۹ | Xuxa Requebra  | Motogirl | کامئو   |

## آهنگشناسی
| سال  | آلبوم                                               |
| ---- | --------------------------------------------------- |
| ۲۰۰۰ | Algodão-Doce - برچسب: سینما موزیک - فرمت: سی دی     |
| ۲۰۰۵ | تودوس جونتوس - برچسب: Muralha Records - فرمت: سی دی |
| ۲۰۰۷ | بچه‌های الترو - برچسب: سینما موزیک - فرمت: سی دی     |